# Cratere Schomberger
Schomberger è un cratere lunare di 85,8 km situato nella parte sud-orientale della faccia visibile della Luna.